# Église Saint-Denys de Dugny
L'église Saint-Denys est une église catholique située à Dugny (Seine-Saint-Denis), 15 avenue Louis-Larivière. Elle est dédiée à saint Denis.

## Historique
La paroisse pourrait être d'origine mérovingienne. L'abbé Jean Lebeuf mentionne le don en 1104 de l’église de Dugny au Prieuré Saint-Martin-des-Champs par Galon évêque de Paris, don attesté en 1119.
L'ancienne église a été détruite en 1943 lors de l'Opération Starkey, bombardement allié qui impliquait entre autres de détruire l'aéroport du Bourget. Il n'en reste que la cloche et une statue en bois polychrome représentant saint Denis et qui ornait l'ancienne église où se trouvait notamment la tombe de l'abbé Emile-Victor Bécourt, ancien curé de Dugny, fusillé en 1871 par les Communards,.
En 1972, la nouvelle église Saint-Denis est achevée grâce au soutien de l'Œuvre des Chantiers du Cardinal.